# فیل کتز
فیل کتز (انگلیسی: Phil Katz; ۳ نوامبر ۱۹۶۲ – ۱۴ آوریل ۲۰۰۰) برنامه‌نویس، و دانشمند رایانه اهل ایالات متحده آمریکا بود. وی از سازندگان فرمت فایل زیپ برای فشرده‌سازی داده‌ها و همچنین نویسندهٔ PKZIP (برنامه‌ای برای ایجاد فایل‌های فشرده که تحت DOS اجرا می‌شد) بود.